# Kauko
Kauko ist ein finnischer männlicher Vorname mit der Bedeutung „weit weg“. Namenstag ist der 3. März. Kauko tritt selten auch als Familienname auf.

## Bekannte Namensträger

### Vorname
- Kauko Kalevi Huuskonen (1932–1999), finnischer Biathlet
- Kauko Kiisseli (1912–1981), finnischer Ringer
- Kauko Laasonen (* 1951), finnischer Bogenschütze
- Kauko Nyström (1933–2009), finnischer Leichtathlet
- Kauko Pekuri (1912–1998), finnischer Langstreckenläufer
- Kauko Wahlsten (1923–2001), finnischer Ruderer

### Familienname
- Joni Kauko (* 1990), finnischer Fußballspieler